# Adélaïde de Caters
Adélaïde de Caters (Brussel·les, 7 de febrer de 1969) és una arquitecta belga establerta a Catalunya. Estudià arquitectura a l'ISACF La Cambre de Brussel·les. Després de fer pràctiques al despatx d'arquitectura Traces de Brussel·les amb Elie Levy (1992-1993), s'inscriu al Departament de Projectes Arquitectònics de la Universitat de Barcelona, on du a terme la seva tesi doctoral sota la direcció de Josep Quetglas.
Entre el 1998 i el 2000 va cursar el programa de màster Arquitectura: Crítica i Projecte (ETSAB, UPC) amb Josep Quetglas, Emilio Tuñón, Luis Mansilla, Ricardo Daza i Guillermo Zuaznabar. El 2005 treballa per a Fernando Marzá en l'escenografia de la galeria moderna i contemporània del Palau de Chaillot, per a la Cité de l'Architecture et du Patrimoine de París. Ha col·laborat com a investigadora amb la Fundació Le Corbusier de París i en la traducció de textos d'Alvar Aalto, Le Corbusier i Ricardo Bofill. Actualment continua la seva investigació sobre les gènesis narratives en literatura i en arquitectura.
Ha publicat El despertar de la materia. Aalto, Eisenstein y Proust, editat per la Fundación Caja de Arquitectos (premi del 5è Concurs de Tesis d'Arquitectura), Barcelona, 2008; Cristalizaciones. Objetos de vidrio en Aalto, editat per la URV, Àrea de Teoria. Història de l'Art i l'Arquitectura, Escola d'Arquitectura de Reus, 2011 i La matière réveillée. Aalto, Eisenstein et Proust, editat per La Lettre Volée, col·lecció «Essais», Brussel·les, 2014. Va obtenir el Primer premi ex aequo FAD Pensament i Crítica 2009 per El despertar de la materia. Aalto, Eisenstein y Proust.
El 2016 va comissariar l'exposició 1.000 m2 de desig. Arquitectura i sexualitat, al CCCB.